# Anthrax grisescens
Anthrax grisescens är en tvåvingeart som beskrevs av Paramonov 1935. Anthrax grisescens ingår i släktet Anthrax och familjen svävflugor. Inga underarter finns listade i Catalogue of Life.